# Museum Boijmans Van Beuningen
Museum Boijmans Van Beuningen er det største kunstmuseum i Rotterdam. Museet blev grundlagt i 1847 på en samling af Frans Jacob Otto Boijmans (1767–1847). I 1958 blev museumssamlingen kraftigt udvidet med Daniël George van Beuningen (1877–1955) private samling, i hvilke forbindelse museet fik dets nuværende navn. Hovedparten af kunstværkerne er kommet i museets besiddelse gennem de to nævnte private samlinger, men også en del andre har bidraget gennem årene.
Museet havde omkring 280.000 besøgende i 2016, hvilket gør det til et af landets mest besøgte museer.

## Samling
Museet har en varieret samling fra middelalderkunst over moderne kunst, med fokus på hollandske kunstnere. Iblandt museets bedst kendte kunstnere der er udstillet i den permanente udstilling kan findes Hieronymus Bosch, Pieter Brueghel den Ældre, Rembrandt, Claude Monet, Wassily Kandinsky, Vincent van Gogh, Maurizio Cattelan, René Magritte og Salvador Dalí

## Nævneværdige værker, i udvalg
| Nr. | Billede | Titel                          | Kunstner                  | År        |
| --- | ------- | ------------------------------ | ------------------------- | --------- |
| 1   |         | Bekendtgørelsen                | Ukendt kunstner           | c.1485    |
| 2   |         | Forherligelsen af Maria        | Geertgen tot Sint Jans    | 1485-1495 |
| 3   |         | Uglerede                       | Hieronymus Bosch          | 1455-1516 |
| 4   |         | Den fortabte søn               | Hieronymus Bosch          | c.1493    |
| 5   |         | Portræt af ung dreng           | Jan van Scorel            | 1531      |
| 6   |         | Babelstårnet                   | Pieter Brueghel den Ældre | 1563      |
| 7   |         | Titus ved sit bord             | Rembrandt                 | 1655      |
| 8   |         | Douaniers hus ved Varengeville | Claude Monet              | 1882      |
| 9   |         | Portræt af Armand Roulin       | Vincent van Gogh          | 1888      |
| 10  |         | Indtryk af Afrika              | Salvador Dalí             | 1938      |
| 11  |         | La reproduction interdite      | René Magritte             | 1937      |
| 12  |         | På randen af frihed            | René Magritte             | 1929      |
| 13  |         | Sfinksen fra Barcelona         | René Magritte             | 1929      |
| 14  |         | La Cara de la Guerra           | Salvador Dalí             | 1940      |